# نيكولاي مارتينيوك
نيكولاي مارتينيوك (بالروسية: Николай Ильич Мартынюк؛ 22 أبريل 1934 - 10 أبريل 2021) كان ضابط في البحرية السوفيتية. ترقى لقيادة سفنه الخاصة، ووصل إلى رتبة نائب أميرال في عام 1985، وشغل منصب النائب الأول لرئيس أركان أسطول المحيط الهادئ بين عامي 1984 و1991.

## المهنة البحرية
ولد مارتينيوك في 22 أبريل 1934 في قرية تامغا في مقاطعة ليسوزافودسكي، في بريمورسكي كراي، التي كانت آنذاك جزءًا من جمهورية روسيا الاتحادية الاشتراكية السوفيتية، في الاتحاد السوفيتي. التحق بمدرسة باسيفيك البحرية العليا، وتخرج بمرتبة الشرف عام 1956. بين عامي 1956 و1966 خدم على متن سفن سطحية مختلفة في كامشاتكا فلوتيلا، حيث ترقى في الرتب من قائد مجموعة التحكم بالسفينة، وقائد الأسلحة في إس كيه آر 55 من الكتيبة المنفصلة 86 من سفن الدوريات، إلى قائد اثنين من كاسحات الألغام. بين عامي 1965 و1966 كان طالبًا في كلية البحرية في الأكاديمية الدبلوماسية العسكرية للجيش السوفيتي، وبعد أن أكمل دراسته أرسل عام 1966 للخدمة في الأسطول الشمالي. بقي مع الأسطول حتى عام 1969، وخلال هذه الفترة تولى قيادة مشروع مدمرة درزكي 57.
أجرى مارتينيوك مزيدًا من الدراسات بين عامي 1969 و1971، هذه المرة في أكاديمية غريشكو البحرية، وتخرج بمرتبة الشرف. في عام 1971 انضم إلى أسطول المحيط الهادئ، حيث أمضى بقية حياته المهنية البحرية. أثناء خدمته مع الأسطول ترقى من منصب رئيس أركان اللواء 82 من السفن الاحتياطية، خلال عامين في قيادة لواء السفن الصاروخية رقم 175، ليصبح النائب الأول لرئيس الأركان في الأسطول في صيف عام 1984. قام بعدة رحلات بعيدة المدى مع السرب العملياتي العاشر، حيث شغل منصب رئيس أركان السرب ونائب القائد بين يونيو 1975 و1984. كان السرب في ذلك الوقت من أقوى أسراب الأسطول البحري، ويتألف من بعض السفن الحديثة. في عام 1985 تمت ترقيته إلى رتبة أميرال وتقاعد عام 1991.